# Highland Township (comté de Grundy, Illinois)
Highland Township est un township du comté de Grundy dans l'Illinois, aux États-Unis,. Un seul village s'y trouve, Kinsman. 

## Source de la traduction
- (en) Cet article est partiellement ou en totalité issu de l’article de Wikipédia en anglais intitulé « Highland Township, Grundy County, Illinois » (voir la liste des auteurs).